# Clonaria incisa
Clonaria incisa är en insektsart som först beskrevs av Lucien Chopard 1938.  Clonaria incisa ingår i släktet Clonaria och familjen Diapheromeridae. Inga underarter finns listade i Catalogue of Life.